# Labidochromis freibergi
Labidochromis freibergi är en fiskart som beskrevs av Johnson, 1974. Labidochromis freibergi ingår i släktet Labidochromis och familjen Cichlidae. IUCN kategoriserar arten globalt som sårbar. Inga underarter finns listade i Catalogue of Life.